# Velika nagrada Malezije
Velika nagrada Malezije vozi se na Sepang International Circuit i moderna je F1 staza. Utrka se vozi od 1999. godine, a same utrke na njoj bivaju jedne od najtežih u sezoni, zbog ekstremnih vručina u vrijeme održavanja utrke ili zbog nepredvidivih monsuma koji usred utrke začine utrku. Sastoji se od brzih i tečnih zavoja i dva dugačka pravca odvojena hairpinom. Širina staze pruža mogućnost vožnje i do tri bolida istodobno u pokušajima pretjecanja. Male zamjerke idu na površinu staze koja je na nekim mjestima jako neravna što iziskuje pozornost vozača. 

## Pobjednici

### Višestruki pobjednici (vozači)
Podebljani vozači su i dalje aktivni u natjecanju Formule 1.
| Pobjede | Vozač              | Pobjednička godina         |
| ------- | ------------------ | -------------------------- |
| 4       | Sebastian Vettel   | 2010., 2011., 2013., 2015. |
| 3       | Michael Schumacher | 2000., 2001., 2004.        |
| 3       | Fernando Alonso    | 2005., 2007., 2012.        |
| 2       | Kimi Räikkönen     | 2003., 2008.               |

### Višestruki pobjednici (konstruktori)
| Pobjede | Konstruktor | Pobjednička godina                              |
| ------- | ----------- | ----------------------------------------------- |
| 7       | Ferrari     | 1999., 2000., 2001., 2004., 2008., 2012., 2015. |
| 5       | Red Bull    | 2010., 2011., 2013., 2016., 2017.               |
| 2       | McLaren     | 2003., 2007.                                    |
| 2       | Renault     | 2005., 2006.                                    |

### Pobjednici po godinama
| Godina | Vozač                | Konstruktor        | Staza                        |
| ------ | -------------------- | ------------------ | ---------------------------- |
| 1999.  | Eddie Irvine         | Ferrari            | Sepang International Circuit |
| 2000.  | Michael Schumacher   | Ferrari            | Sepang International Circuit |
| 2001.  | Michael Schumacher   | Ferrari            | Sepang International Circuit |
| 2002.  | Ralf Schumacher      | Williams-BMW       | Sepang International Circuit |
| 2003.  | Kimi Räikkönen       | McLaren-Mercedes   | Sepang International Circuit |
| 2004.  | Michael Schumacher   | Ferrari            | Sepang International Circuit |
| 2005.  | Fernando Alonso      | Renault            | Sepang International Circuit |
| 2006.  | Giancarlo Fisichella | Renault            | Sepang International Circuit |
| 2007.  | Fernando Alonso      | McLaren-Mercedes   | Sepang International Circuit |
| 2008.  | Kimi Räikkönen       | Ferrari            | Sepang International Circuit |
| 2009.  | Jenson Button        | Brawn GP-Mercedes  | Sepang International Circuit |
| 2010.  | Sebastian Vettel     | Red Bull-Renault   | Sepang International Circuit |
| 2011.  | Sebastian Vettel     | Red Bull-Renault   | Sepang International Circuit |
| 2012.  | Fernando Alonso      | Ferrari            | Sepang International Circuit |
| 2013.  | Sebastian Vettel     | Red Bull-Renault   | Sepang International Circuit |
| 2014.  | Lewis Hamilton       | Mercedes           | Sepang International Circuit |
| 2015.  | Sebastian Vettel     | Ferrari            | Sepang International Circuit |
| 2016.  | Daniel Ricciardo     | Red Bull-TAG Heuer | Sepang International Circuit |
| 2017.  | Max Verstappen       | Red Bull-TAG Heuer | Sepang International Circuit |